# Stade Marcel-Tribut
El Stade Municipal Marcel-Tribut es un estadio de usos múltiples ubicado en la ciudad de Dunkerque, en el departamento del Norte, región de Alta Francia, Francia. Es el campo del club Union Sportive du Littoral de Dunkerque. Lleva el nombre Marcel-Tribut en homenaje a un expresidente del club entre 1954 a 1996.

## Historia
Fue inaugurado el 6 de septiembre de 1931, fue destruido durante la Segunda Guerra Mundial, fue reconstruido entre 1957 y 1967, año en el que también se completó la segunda tribuna. Desde 2004, la planta está equipada con un suelo sintético.
En febrero de 2018, se iniciaron una serie de obras, cuya finalización se espera para 2022, consistentes en una remodelación general del estadio. De hecho, ambas gradas han sido demolidas para dar cabida a dos nuevas de mayor tamaño que permitirán aumentar el aforo hasta los 5.000 espectadores.

Panorama del Stade Marcel-Tribut durante un juego por la Coupe de France entre USL Dunkerque y ES Troyes AC, 2 de enero de 2016